# Aspøy
Aspøya o Aspøy és una illa situada al municipi d'Ålesund, al comtat de Møre og Romsdal, Noruega. Amb 0,5 quilòmetres quadrats de superfície, a l'illa s'hi assenta la ciutat d'Ålesund. Les altres illes són Hessa (a l'oest) i Nørvøya (a l'est). En aquesta illa va tenir-hi lloc l'incendi d'Ålesund.
La petita illa té una mica de construcció d'habitatges al voltant de l'església d'Ålesund. A part d'això, la major part de l'illa es compon de desenvolupaments industrials i comercials. El terme occidental de la carretera europea E136 és a l'illa d'Aspøy. L'illa de 0,5 quilòmetres quadrats té una població (2014) de 3.408 habitants.